# Sister Moon (canción)
«Sister Moon» es el quinto y último sencillo que Transvision Vamp cogió de su primer álbum, Pop Art. Tuvo escaso éxito en la lista británica de 1988, alcanzando el puesto número 41.

## Lista de canciones
Vinilo de 7" (TVV 5 / TVVP 5)
1. «Sister Moon» (Versión 7") - 3:58
2. «Oh Yeah» (Anthony Doughty) / (Dave Parsons) - 2:52
3. «Walk on By» (Pol Burton) - 3:23

- También se publicó una edición limitada de 7" picture disc(TVVP 5).

Vinilo de 12" (TVVT 5)
1. «Sister Moon (Groove On)» - 6:08
2. «Walk on By» - 3:23
3. «Sex Kick» (Ciao Portobello) - 7:19
4. «Oh Yeah» - 2:52

Sencillo en CD (DTVV 5)
1. «Sister Moon» (Versión 7") - 3:58
2. «Oh Yeah» - 2:52
3. «Walk on By» - 3:23
4. «Sex Kick» (Ciao Portobello) - 7:19

## Posicionamiento
| Transvision Vamp (1988)       | Mejor posición |
| ----------------------------- | -------------- |
| UK Singles Chart              | 41             |
| Listas musicales de Australia | 91             |